# Catedral de San Isaac
La catedral de San Isaac, oficialmente catedral de San Isaac de Dalmacia (del ruso: собор преподо́бного Исаа́кия Далма́тского), es una catedral ortodoxa rusa erigida en el siglo XIX en la ciudad de San Petersburgo, la más suntuosa y grandiosa de las iglesias de la ciudad y uno de los monumentos neoclásicos más interesantes de la arquitectura rusa del siglo XIX. Fue diseñada por el arquitecto francés Auguste Montferrand y fue construida desde 1818 hasta 1858.
La catedral se encuentra en la plaza del mismo nombre y la de los Decembristas, y tiene una de las cúpulas más grandes del mundo, siendo la segunda iglesia ortodoxa oriental más alta, después de la catedral del Cristo Salvador de Moscú. Desde 1931 se ha convertido en un museo. Es visitada actualmente por aproximadamente un millón de turistas cada año.

## Orígenes
Anteriormente, en la zona del Almirantazgo existió una pequeña iglesia de madera dedicada a Isaac (monje), a la que sustituyó otra de piedra, que quedó inservible a mediados del siglo XVIII.
Por último, a comienzos del siglo XIX, se decide levantar la nueva catedral. Participan en el concurso destacados arquitectos de aquella época. Sale vencedor el joven arquitecto francés Auguste Montferrand. Los andamiajes para la catedral de San Isaac fueron realizados por el ingeniero español Agustín de Betancourt. Las obras se prolongaron desde 1818 hasta 1858.

## Construcción
La construcción comenzó en 1818. Antes de demoler el edificio anterior, se consolidó el suelo debido a que la ciudad está construida sobre un terreno muy pantanoso. La operación fue muy larga y compleja: a los 11 000 pilotes de pino alquitranados de la cimentación anterior, se añadieron 13 000 más, con un diámetro de 25 cm cada una. Las losas de granito se colocaron directamente sobre los pilotes y fueron cubiertas con losas de piedra caliza.
Las cimentaciones tienen un grosor de 14,5 m  (7,5 m de altura de los pilotes y otros 7 m de espesor de las losas de piedra). Fueron necesarios 10 años de sentar las bases y 125 000 trabajadores participaron en su instalación. Dado que tenían que conservar los muros de la vieja iglesia, se observaron algunos asentamientos irregulares después de la colocación de los cimientos. Después de que apareciesen algunas grietas en las paredes se tuvieron que suspender los trabajos y demoler las partes restantes del edificio anterior. El director de las obras fue el arquitecto suizo Domenico Adamini (1792-1860).

## Decoración interior
En la decoración de la catedral de San Isaac se emplearon 43 tipos de minerales. El zócalo fue revestido de granito, el interior de la catedral, paredes y suelos de mármoles rusos, italianos y franceses, las columnas del retablo fueron revestidas de malaquita y lapislázuli. Para sobredorar la cúpula de 21,8 m de diámetro, se emplearon cerca de 100 kilos de oro. Adornan la catedral casi 400 obras entre esculturas, pinturas y mosaicos. Tiene capacidad para 14 mil personas.
Desde 1931 la catedral es un museo. Se puede subir hasta el tambor de la cúpula, desde donde se puede contemplar una vista de San Petersburgo.

## Galería

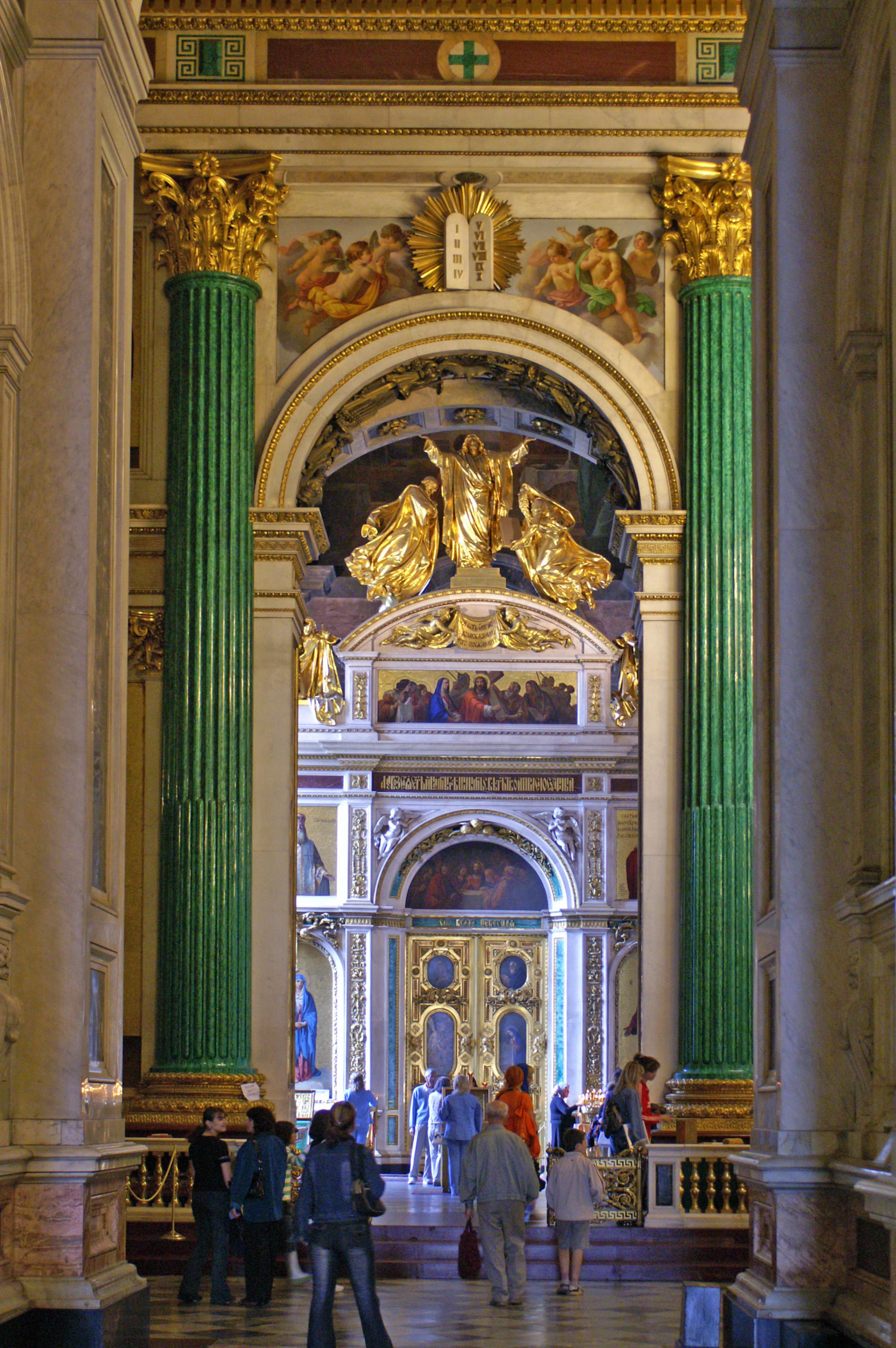
Nave interior con columnas cubiertas por placas de malaquita
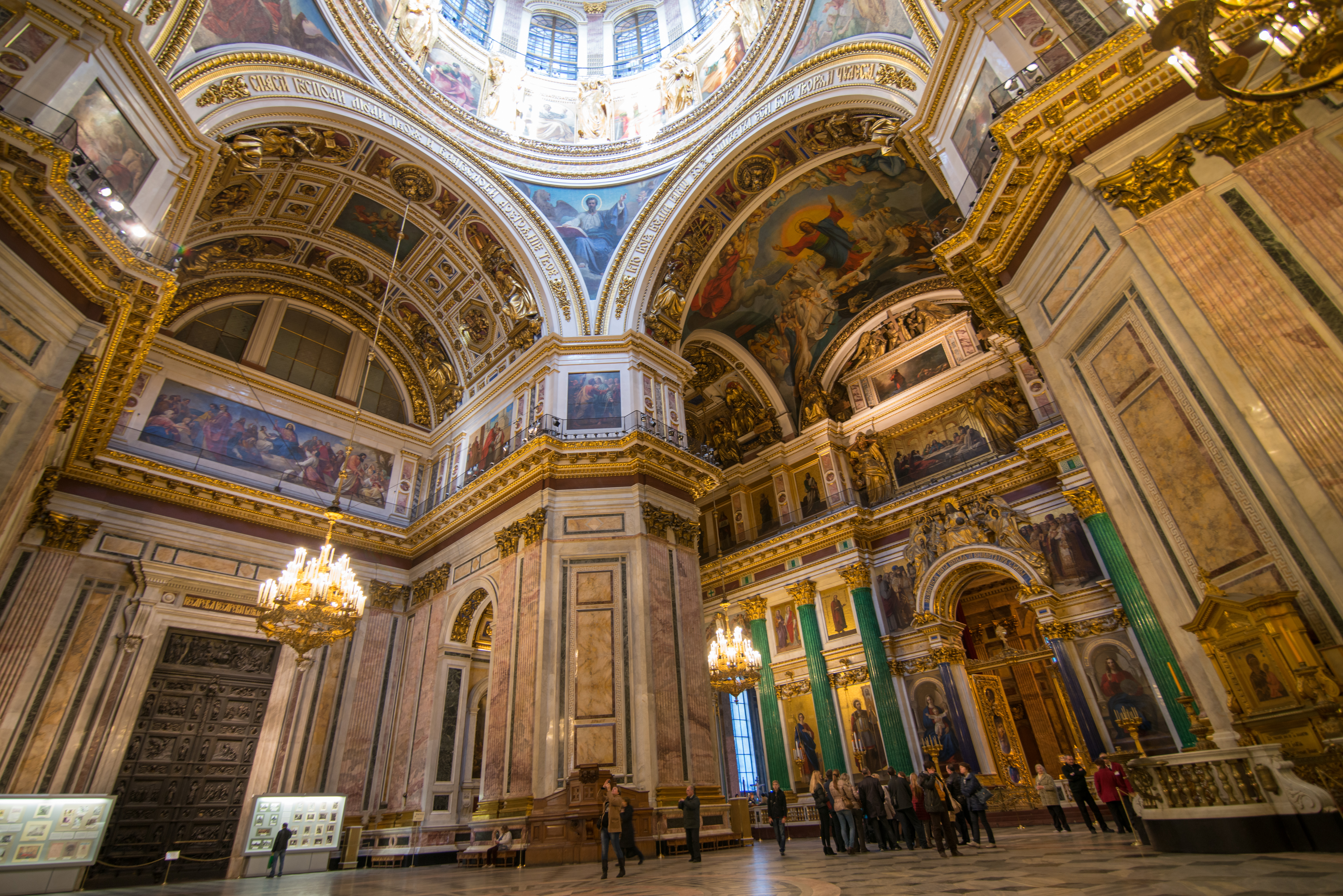
Interior
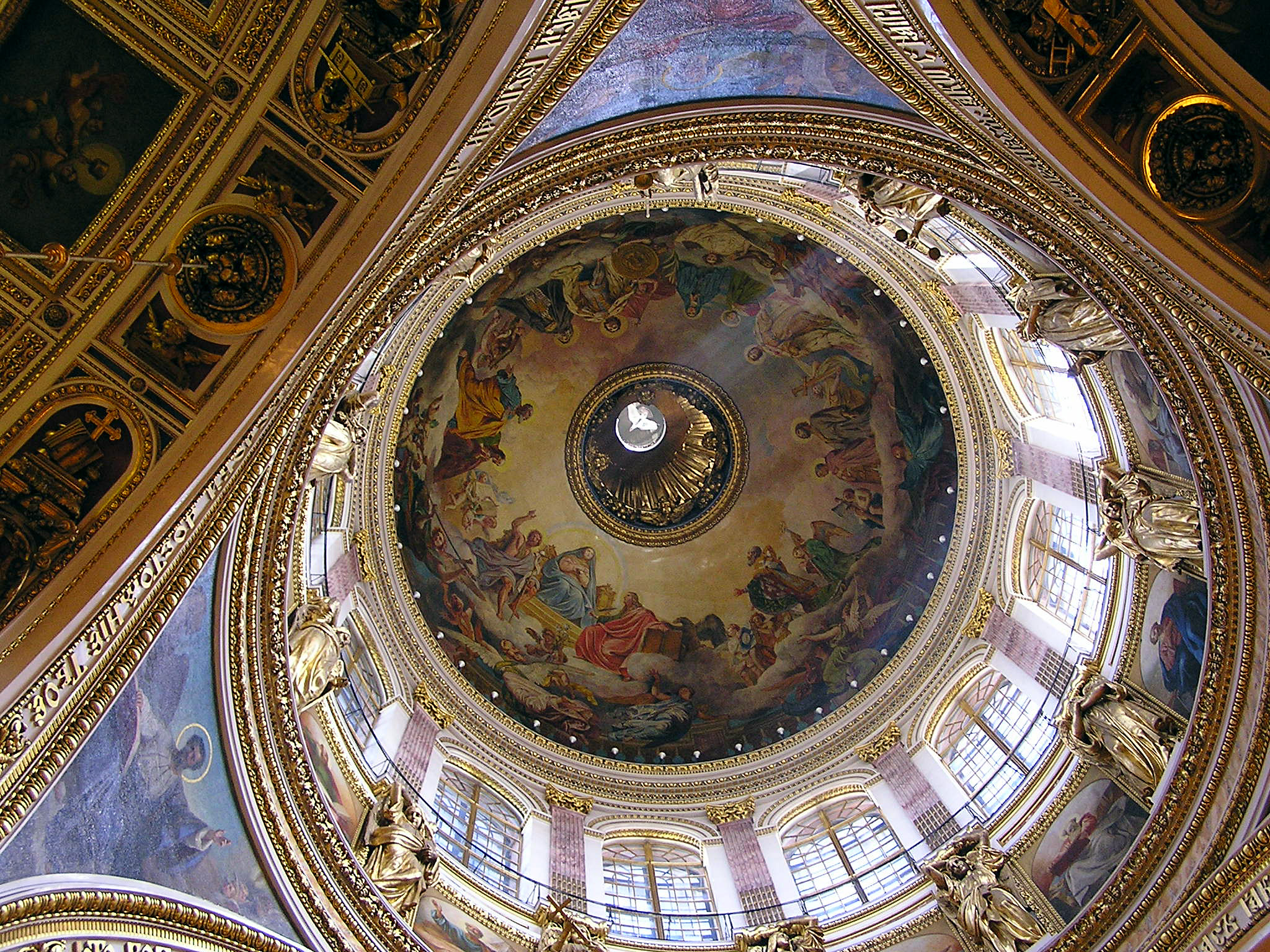
Cúpula o domo
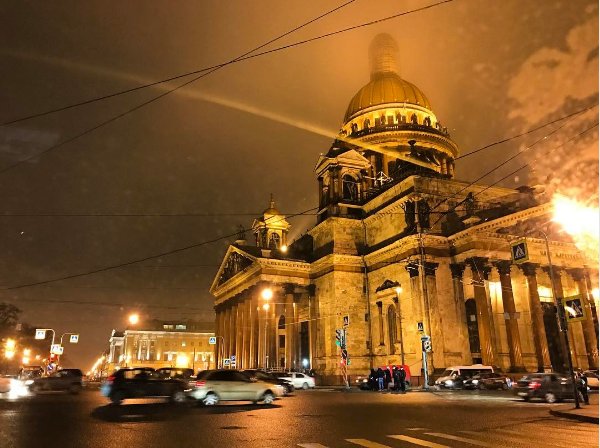
Catedral en la noche